# Aqua vitae
„Aqua vitae“ (от латински – „вода на живота“, „жива вода“) е архаично име за концентриран воден разтвор на етанол. Терминът е бил широко използван през Средновековието и Възраждането, въпреки че неговият произход е вероятно много по-рано. Този термин се появява в широк спектър от диалектни форми при всички народи, завладени от древния Рим. Като цяло терминът е родово наименование за всички видове дестилати и в крайна сметка се отнася конкретно за дестилати на алкохолни напитки.
„Aqua vitae“ обикновено се приготвя чрез дестилиране на вино. Понякога се нарича „духът на виното“ (на английски: spirits of wine) в английските текстове – име за бренди, което многократно се дестилира.
„Aqua vitae“ често е етимологичен източник на термини за важни местно произведени напитки. Примерите включват уиски (от келтски: uisce beatha), eau de vie във Франция, acquavite в Италия, Akvavit в Скандинавия, okowita в Полша, акавіта в Украйна, яковита в Беларус и южните руски диалекти.